# 1946 chez Disney
Cet article présente la liste des évènements de la Walt Disney Productions ayant eu lieu en 1946.

## Événements

### Février
- 5 février 1946, Sortie du court métrage ABC of Hand Tools[1]
- 25 février 1946, Rudy Larriva est engagé aux studios Disney[2]

### Avril
- 12 avril 1946, Sortie du Pluto Le Petit Frère de Pluto[3]
- 20 avril 1946, Première mondiale du film La Boîte à musique aux États-Unis[4]

### Mai
- 10 mai 1946, Sortie du Pluto Pluto au pays des tulipes[5]
- 22 mai 1946, Première de Pinocchio en France[6].

### Juin
- 7 juin 1946, Sortie du Mickey Mouse Les Locataires de Mickey[7]
- 13 juin 1946, Première de Pinocchio en Belgique[6]
- 28 juin 1946, Sortie du Donald Duck Donald et son double[8]

### Juillet
- 19 juillet 1946, Sortie du Pluto Pluto détective[9]

### Août
- 1er août 1946, Première de Fantasia au Canada[10]
- 9 août 1946, Sortie du Donald Duck Peinture fraîche[11]
- 15 août 1946, Sortie nationale du film La Boîte à musique aux États-Unis[12]
- 20 août 1946, John Reeder (directeur général) annonce par un mémo interne à Roy Oliver Disney la suspension des productions sauf Mélodie du Sud, Danny, le petit mouton noir, Coquin de printemps et Mélodie Cocktail[13]
- 30 août 1946, Sortie du Donald Duck Donald dans le Grand Nord[14]

### Octobre
- 11 octobre 1946, Sortie du Minnie Mouse Bath Day[15]
- 18 octobre 1946, Sortie du court métrage The Story of Menstruation[16]

### Novembre
- 1er novembre 1946, Sortie du Donald Duck Donald, ramenez-le vivant[17] (ou 11 novembre)
- 1er novembre 1946, Sortie du film Fantasia en France[10]
- 11 novembre 1946, Sortie du Donald Duck Donald, ramenez-le vivant[18] (ou 1er novembre)
- 12 novembre 1946, Sortie du film Mélodie du Sud aux États-Unis[19],[20]

### Décembre
- 15 décembre 1946, Première de Fantasia en Belgique[10]
- 20 décembre 1946, Sortie du Dingo Double Dribble[21]